# Stenobothrus amoenus
Stenobothrus amoenus är en insektsart som först beskrevs av Brisout de Barneville 1850.  Stenobothrus amoenus ingår i släktet Stenobothrus och familjen gräshoppor. Inga underarter finns listade i Catalogue of Life.